# المفوضية السامية للأمم المتحدة لحقوق الإنسان
مكتب المفوضية السامية للأمم المتحدة لحقوق الإنسان  (بالإنجليزية: Office of the United Nations High Commissioner for Human Rights)‏ (يرمز لها اختصارا بـ OHCHR) هي وكالة دولية تابعة لمنظمة الأمم المتحدة تهدف للترويج وحماية حقوق الإنسان بحسب ما ورد في الاتفاقيات والمواثيق الدولية التي نص عليها الاعلان العالمي لحقوق الإنسان العام 1948.
وكتبعة لمؤتمر فيينا الدولي في 25 يونيو 1993 والذي توافقت فيه آراء المجتمعين حيث صدر عنه «إعلان فيينا وبرنامج التحرك» VDPA، قامت الجمعية العامة للأمم المتحدة في 20 ديسمبر 1993 بتبني القرار رقم (48/141)بإنشاء «المفوضية العليا للتنسيق بين نشاطات حقوق الإنسان» من خلال أنظمة الأمم المتحدة والإشراف على مجلس حقوق الإنسان في جنيف، سويسرا. المفوض السامي السابقة كانت الكندية لويز آربور وشغلت منصبها حتى 30 يونيو 2008. في حين أقرت الجمعية العامة للأمم المتحدة تولي الجنوب أفريقية نافانيثيم بيلاي في 28 يوليو 2008. وقد تولت منصبها بدء من ا سبتمبر 2008. لدى المفوضية حاليا 1000 موظف يعملون في مركزها بجنيف، وبميزانية تقدر ب120 مليون دولار أمريكي.

## الوظائف والتنظيم

### التفويض
تنبثق ولاية المفوضية السامية لحقوق الإنسان من المواد 1 و 13 و 55 من ميثاق الأمم المتحدة وإعلان وبرنامج عمل فيينا وقرار الجمعية العامة 48/141 المؤرخ 20 كانون الأول / ديسمبر 1993، الذي أنشأت الجمعية بموجبه منصب رئيس الأمم المتحدة. مفوض حقوق الإنسان. فيما يتعلق ببرنامج إصلاح الأمم المتحدة (A / 51/950، الفقرة 79)، تم دمج مفوضية حقوق الإنسان ومركز حقوق الإنسان في مكتب واحد للمفوضية في 15 أيلول / سبتمبر 1997.

### الهدف
أهداف المفوضية السامية لحقوق الإنسان هي:
1. تعزيز التمتع العالمي بجميع حقوق الإنسان من خلال الإنفاذ العملي لإرادة وتصميم المجتمع الدولي على النحو الذي أعربت عنه الأمم المتحدة
2. لعب الدور الريادي في قضايا حقوق الإنسان والتأكيد على أهمية حقوق الإنسان على المستويين الدولي والوطني
3. تعزيز التعاون الدولي في مجال حقوق الإنسان
4. تحفيز وتنسيق العمل من أجل حقوق الإنسان في جميع أنحاء منظومة الأمم المتحدة
5. تعزيز المصادقة العالمية على المعايير الدولية وتنفيذها
6. المساعدة في تطوير معايير جديدة
7. دعم أجهزة حقوق الإنسان وهيئات مراقبة المعاهدات
8. الرد على الانتهاكات الجسيمة لحقوق الإنسان
9. اتخاذ إجراءات وقائية في مجال حقوق الإنسان
10. تعزيز إنشاء مؤسسات حقوق الإنسان الوطنية
11. القيام بأنشطة وعمليات ميدانية في مجال حقوق الإنسان
12. تقديم خدمات استشارية تعليمية ومعلوماتية ومساعدة فنية في مجال حقوق الإنسان

### المنظمة
المفوضية السامية لحقوق الإنسان مقسمة إلى وحدات تنظيمية، على النحو المبين أدناه. ويرأس المفوضية السامية لحقوق الإنسان مفوض سام برتبة وكيل أمين عام.

#### المفوض السامي لحقوق الإنسان (وكيل الأمين العام)
إن مفوض الأمم المتحدة السامي لحقوق الإنسان، المسؤول أمام الأمين العام، مسؤول عن جميع أنشطة المفوضية السامية لحقوق الإنسان، فضلاً عن إدارتها، وتقوم بتنفيذ المهام الموكلة إليه على وجه التحديد من قبل الجمعية العامة للأمم المتحدة في قرارها 48/141 المؤرخ 20 كانون الأول / ديسمبر 1993 والقرارات اللاحقة لهيئات صنع السياسات. يقدم المشورة إلى الأمين العام بشأن سياسات الأمم المتحدة في مجال حقوق الإنسان، ويكفل تقديم الدعم الفني والإداري لمشاريع وأنشطة وأجهزة وهيئات برنامج حقوق الإنسان، ويمثل الأمين العام في الاجتماعات في هيئات حقوق الإنسان وفي مناسبات أخرى لحقوق الإنسان، ويضطلع بمهام خاصة على النحو الذي يقرره الأمين العام. بالإضافة إلى حقوق الإنسان المدرجة حاليًا في المعاهدات الملزمة قانونًا، تعمل المفوضة السامية أيضًا على تعزيز حقوق الإنسان التي لم يُعترف بها بعد في القانون الدولي (مثل اعتماد الحقوق الاقتصادية والاجتماعية والثقافية كأولوية إستراتيجية، التي ليست جميعها معترف بها حاليًا في الصكوك القانونية الدولية)

#### نائب المفوض السامي لحقوق الإنسان (الأمين العام المساعد)
يساعد مفوض الأمم المتحدة السامي لحقوق الإنسان في أداء أنشطته، نائب المفوض السامي الذي يعمل بصفة الموظف المسؤول أثناء غياب المفوض السامي. وبالإضافة إلى ذلك، يضطلع نائب المفوض السامي بمهام فنية وإدارية محددة حسبما يقرره المفوض السامي. والنائب مسؤول أمام المفوض السامي.

#### مساعد الأمين العام لحقوق الإنسان (مقر الأمم المتحدة بنيويورك)
الأمين العام المساعد لحقوق الإنسان (يجب عدم الخلط بينه وبين نائب المفوض السامي، وهو أيضًا أمين عام مساعد) ومقره في مدينة نيويورك يرأس مكتب المفوض السامي في نيويورك. يمثل مكتب نيويورك المفوض السامي في مقر الأمم المتحدة في نيويورك ويعمل على تعزيز دمج حقوق الإنسان في عمليات السياسات والأنشطة التي تقوم بها الهيئات الحكومية الدولية والهيئات المشتركة بين الوكالات في الأمم المتحدة.

#### مكتب موظفي مفوضية الأمم المتحدة السامية لحقوق الإنسان
مكتب موظفي مفوضية الأمم المتحدة السامية لحقوق الإنسان يرأسه رئيس يكون مسؤولاً أمام المفوض السامي. المهام الأساسية لمكتب الموظفين هي:
1. مساعدة المفوض السامي في التوجيه العام والإشراف على أنشطة برنامج حقوق الإنسان
2. مساعدة المفوض السامي في صياغة السياسات والممارسات والأنشطة المتعلقة بتعزيز حقوق الإنسان وحمايتها والتواصل بشأنها وتنفيذها وتقييمها.
3. مساعدة المفوض السامي في الحفاظ على العلاقات مع الحكومات ووكالات وكيانات الأمم المتحدة الأخرى والمنظمات الدولية والمؤسسات الإقليمية والوطنية والمنظمات غير الحكومية والقطاع الخاص والأوساط الأكاديمية
4. مساعدة المفوض السامي في الحفاظ على الاتصال بشأن المسائل المتعلقة بالسياسات مع المكتب التنفيذي للأمين العام والمكاتب الأخرى ذات الصلة في المقر، وكذلك مع المتحدثين باسم الأمين العام في مدينة نيويورك وجنيف ووسائط الإعلام
5. تنفيذ مهام جمع الأموال والمشاريع الخاصة التي يكلف بها المفوض السامي
6. مساعدة المفوض السامي في تطوير والحفاظ على إطار لإدارة وتخطيط أنشطة برنامج حقوق الإنسان وتسهيل تطوير برنامج العمل العام، وإعداد تقارير الإدارة السنوية عن الأنشطة والإنجازات.
7. تمثيل المفوض السامي في الاجتماعات والإدلاء ببيانات نيابة عنه

#### القسم الإداري
يرأس القسم الإداري رئيس، كايل ف. وارد، وهو مسؤول أمام نائب المفوض السامي. وتتمثل المهام الأساسية للقسم الإداري، بالإضافة إلى تلك المبينة في المادة 7 من نشرة الأمين العام ST / SGB / 1997/5، فيما يلي:
1. تقديم المشورة للمفوض السامي بشأن الميزانية والشؤون المالية وشؤون الموظفين المتعلقة ببرنامج حقوق الإنسان
2. مساعدة المفوض السامي والموظفين المناسبين في الاضطلاع بمسؤولياتهم المالية والموظفين والمسؤوليات الإدارية العامة وإدارة الخبراء المعاونين وبرامج التدريب الداخلي

#### مكتب نيويورك
يرأس مكتب نيويورك أمين عام مساعد يكون مسؤولاً أمام المفوض السامي. المهام الأساسية لمكتب نيويورك هي:
1. تمثيل المفوض السامي في المقر، وفي اجتماعات هيئات صنع السياسات، وفي البعثات الدائمة للدول الأعضاء، وفي الاجتماعات المشتركة بين الإدارات والوكالات، ومع المنظمات غير الحكومية والمجموعات المهنية، وفي المؤتمرات الأكاديمية ومع وسائل الإعلام
2. تقديم المشورة السياسية والتوصيات بشأن المسائل الموضوعية إلى المفوض السامي
3. تقديم المعلومات والمشورة بشأن حقوق الإنسان للمكتب التنفيذي للأمين العام
4. تقديم الدعم الفني بشأن قضايا حقوق الإنسان إلى الجمعية العامة والمجلس الاقتصادي والاجتماعي وهيئات صنع السياسات الأخرى المنشأة في مدينة نيويورك
5. توفير المواد والمعلومات للبعثات الدائمة وإدارات الأمم المتحدة ووكالاتها وبرامجها والمنظمات غير الحكومية ووسائل الإعلام وغيرها فيما يتعلق ببرنامج حقوق الإنسان
6. تقديم الدعم إلى المفوض السامي والمسؤولين الآخرين، وإلى المقرر الخاص والممثلين الخاصين عند القيام بمهمة في مدينة نيويورك
7. القيام بمهام محددة أخرى على النحو الذي يقرره المفوض السامي

#### قسم المشاركة المواضيعية والإجراءات الخاصة والحق في التنمية
يرأس قسم المشاركة المواضيعية والإجراءات الخاصة والحق في التنمية مدير يكون مسؤولاً أمام المفوض السامي. وتتمثل المهام الأساسية للشعبة فيما يلي:
1. تعزيز وحماية الحق في التنمية، لا سيما عن طريق:
  1. دعم أفرقة الخبراء الحكومية الدولية بشأن إعداد إستراتيجية الحق في التنمية
  2. المساعدة في تحليل التقارير الطوعية التي تقدمها الدول إلى المفوض السامي بشأن التقدم والخطوات المتخذة لإعمال الحق في التنمية والعقبات التي ووجهت
  3. تنفيذ مشاريع بحثية بشأن الحق في التنمية وإعداد النواتج الموضوعية لتقديمها إلى الجمعية العامة ولجنة حقوق الإنسان والهيئات المنشأة بموجب معاهدات
  4. المساعدة في الإعداد الموضوعي لمشاريع الخدمات الاستشارية والمواد التعليمية بشأن الحق في التنمية
  5. تقديم التحليل والدعم الموضوعيين للمفوض السامي في ولايته أو ولايتها لتعزيز الدعم على نطاق المنظومة ل الحق في التنمية
2. تنفيذ مشاريع بحثية موضوعية حول مجموعة كاملة من قضايا حقوق الإنسان التي تهم هيئات حقوق الإنسان التابعة للأمم المتحدة وفقًا للأولويات المحددة في إعلان وبرنامج عمل فيينا هيئات صنع القرار
3. ادعم عمل المكلفين بولايات الإجراءات الخاصة لمجلس حقوق الإنسان
4. تقديم خدمات جوهرية لأجهزة حقوق الإنسان المشاركة في أنشطة وضع المعايير
5. إعداد الوثائق والتقارير أو مسودات التقارير والملخصات والتوليفات وأوراق الموقف استجابة لطلبات معينة، فضلاً عن المساهمات الموضوعية في المواد الإعلامية والمنشورات
6. تقديم تحليل السياسات والمشورة والتوجيه بشأن الإجراءات الموضوعية
7. إدارة خدمات المعلومات الخاصة ببرنامج حقوق الإنسان ومنها مركز التوثيق والمكتبة وخدمات الاستعلام وقواعد بيانات حقوق الإنسان
8. إعداد دراسات حول المواد ذات الصلة من ميثاق الأمم المتحدة لمرجع ممارسات هيئات الأمم المتحدة

#### قسم مجلس حقوق الإنسان وآليات المعاهدات
يرأس مجلس حقوق الإنسان وشعبة آليات المعاهدات مدير يكون مسؤولاً أمام المفوض السامي. وتتمثل المهام الأساسية للشعبة فيما يلي:
1. التخطيط والإعداد والخدمة لجلسات / اجتماعات مجلس حقوق الإنسان واللجنة الاستشارية والفريق العامل ذات الصلة واللجان التي أنشأتها هيئات معاهدات حقوق الإنسان وعملها مجموعات

ضمان تقديم الدعم الفني في الوقت المناسب لهيئة معاهدات حقوق الإنسان المعنية، بالاعتماد على الموارد المناسبة لبرنامج حقوق الإنسان
1. إعداد تقارير الدول الأطراف لمراجعتها من قبل هيئة المعاهدة المعنية ومتابعة القرارات والتوصيات
2. إعداد أو تنسيق إعداد وتقديم جميع الوثائق الموضوعية والوثائق الأخرى والدعم من وحدات الإدارة الأخرى لأنشطة هيئات المعاهدات التي تقدم لها الخدمات، ومتابعة القرارات المتخذة في اجتماعات تلك الهيئات
3. تخطيط وإعداد وخدمة جلسات مجلس أمناء صندوق الأمم المتحدة للتبرعات لضحايا التعذيب، وتنفيذ القرارات ذات الصلة.
4. معالجة البلاغات المقدمة إلى هيئات المعاهدات بموجب الإجراءات الاختيارية والبلاغات بموجب الإجراءات التي وضعها المجلس الاقتصادي والاجتماعي في قراره 1503 (د -48) المؤرخ 27 أيار / مايو 1970 وضمان المتابعة

#### قسم العمليات الميدانية والتعاون الفني
يرأس قسم العمليات الميدانية والتعاون الفني مدير يكون مسؤولاً أمام المفوض السامي. وتتمثل المهام الأساسية للشعبة فيما يلي:
1. تطوير وتنفيذ ورصد وتقييم الخدمات الاستشارية ومشاريع المساعدة التقنية بناء على طلب الحكومات
2. إدارة صندوق التبرعات للتعاون الفني في مجال حقوق الإنسان
3. تنفيذ خطة عمل عقد الأمم المتحدة للتثقيف في مجال حقوق الإنسان، بما في ذلك تطوير المعلومات والمواد التعليمية؛

تقديم الدعم الفني والإداري لآليات تقصي الحقائق والتحقيق في مجال حقوق الإنسان، مثل المقررين الخاصين والممثلين والخبراء والأفرقة العاملة المكلفة من قبل لجنة حقوق الإنسان و / أو المجلس الاقتصادي والاجتماعي للتعامل مع حالات أو ظواهر قطرية معينة انتهاكات حقوق الإنسان في جميع أنحاء العالم، وكذلك لجنة الجمعية العامة الخاصة المعنية بالتحقيق في الممارسات الإسرائيلية التي تمس حقوق الإنسان للشعب الفلسطيني وغيره من السكان العرب في الأراضي المحتلة
1. تخطيط ودعم وتقييم الوجود الميداني لحقوق الإنسان والبعثات، بما في ذلك صياغة وتطوير أفضل الممارسات والمنهجية الإجرائية والنماذج لجميع أنشطة حقوق الإنسان في الميدان
2. إدارة الصناديق الطوعية للتواجد الميداني لحقوق الإنسان
3. إدارة صندوق الأمم المتحدة للتبرعات بشأن أشكال الرق المعاصرة وصندوق الأمم المتحدة للتبرعات لصالح السكان الأصليين وصندوق الأمم المتحدة للتبرعات للعقد الدولي للسكان الأصليين في العالم

## المفوضون السابقون
- ماري روبنسون (12 سبتمبر 1997–12 سبتمبر 2002)
- سيرجيو فييرا دي ميلو (12 سبتمبر 2002–19 أغسطس 2003)
- لويز أربور (1 يوليو 2004–1 سبتمبر 2008)
- نافانيثيم بيلاي (1 سبتمبر 2008–1 سبتمبر 2014)
- زيد بن رعد بن زيد (1 سبتمبر 2014–1 سبتمبر 2018)
- ميشال باشليت (1 سبتمبر 2018–1 سبتمبر 2022)
- فولكر تورك (17 أكتوبر 2022–)

## وصلات خارجية
- الموقع الرسمي
- الإعلان العالمي لحقوق الإنسان